# Prosper von Sinzendorf
Prosper Anton Josef von Sinzendorf (30 mei 1700 — 9 februari 1756) was kamerheer uit het geslacht Sinzendorf aan het Habsburgse hof; hij was dus een van de sleutelfiguren aldaar. Hij huwde met gravin Marie Philippine von Althann. Hij bezat Trpist-Triebel in Bohemen, waar hij in 1729 het kasteel van Trpisty (Schloss Trpist in het Duits, Zámek Trpísty in het Tsjechisch) liet bouwen.

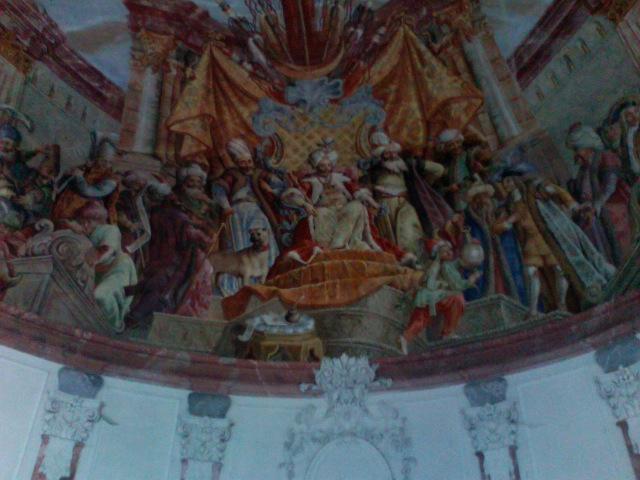
Fresco in Château Trpist depicting Joachim von Sinzendorf´s audience with Ottoman Sultan Amurat III.

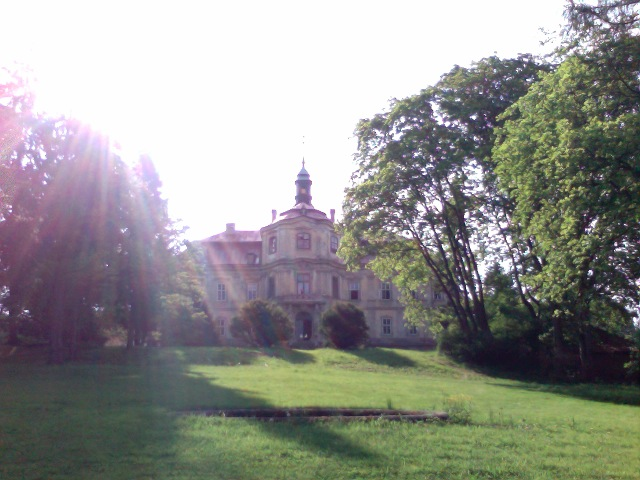
Château Trpist viewed from the East across the Second Lawn